# Moluscos del estado Falcón

Localización geográfica del Estado Falcón - Venezuela.

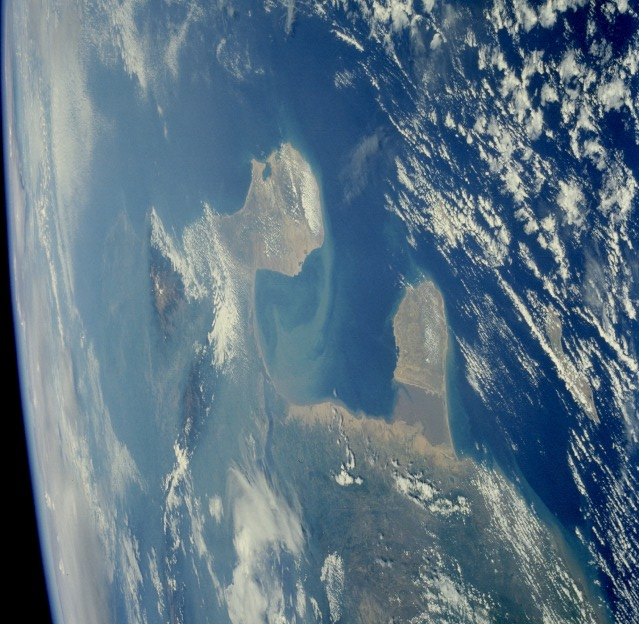
Vista satelital donde se puede apreciar el territorio del Estado Falcón - Venezuela.

La fauna malacológica del estado Falcón - Venezuela ha sido poco estudiada y reseñada por muy pocos trabajos; la parte mejor estudiada corresponde a especies marinas donde ocasionalmente se han señalado algunas especies, así como se tienen unos pocos trabajos de porte taxonómico los cuales han aportado un panorama más amplio de la fauna malacológica marina de este estado o algunas regiones del mismo. En tal sentido, para el estado Falcón se han reportado unas 313 especies de hábitat marino. En lo que respecta a la malacofauna continental, moluscos de agua dulce y terrestre (Pulmonados), se restringe a unas pocas especies citadas básicamente por los trabajos de Horace B. Baker así como de otros posteriores estudios y los datos de colectas del Museo de Biología de la Universidad Central de Venezuela realizadas desde 1948 -2008 y los cuales no superan la veintena de especies.

## Estadísticas
La fauna malacológica conocida del estado Falcón está representada por 340 especies. De este total, 328 especies (96,47%) corresponden a las clases Gastropoda y Bivalvia, siendo la clase Gastropoda la que mayor número de especies presenta, con 194 (57,05%), y luego la clase Bivalvia, con un total de 134 especies (39,42%). Este predominio de la clase Gastropoda es común para otras partes de las costas del territorio venezolano sólo con la excepción registrada entre las costas del estado Sucre y el estado Nueva Esparta, donde suele existir un mayor porcentaje de las formas bivalvas. Por la parte que respecta a las especies continentales de agua dulce y terrestres (Pulmonados), sólo se han señalado 27 (7,94%), todas incluidas en la clase Gastropoda. 
| Clase           | Nº de Familias | Nº de Géneros | Nº de especies |
| Gastropoda      | 66             | 116           | 194            |
| Bivalvia        | 32             | 103           | 134            |
| Cephalopoda     | 4              | 6             | 7              |
| Polyplachophora | 1              | 2             | 3              |
| Scaphopoda      | 2              | 2             | 2.             |
| Total           | 105            | 229           | 340            |

## CLASEGASTROPODA
FAMILIA ACHATINIDAE
- Lissachatina fulica (Bowdick, 1822) (Caracol gigante Africano[13])

FAMILIA ACMEIDAE Carpenter, 1857 
- Acmaea pustulata (Helbling, 1779 (Lapa)
- Acmaea antillarum (Sowerby, 1831) (Lapa)
- Acmaea leucopleura (Gmelin, 1791) (Lapa)

FAMILIA ACTEOCINIDAE 
- Acteoeina canalieulata (Say, 1822}

FAMILIA APLUSTRIDAE Gray, 1841 
- Hydatina vesicaria (Lighfoot, 1786)

FAMILIA APLYSlIDAE Rafinesque, 1815
- Aplysia dactylomela Rang, 1828[14]

FAMILIA AMPULLARIIDAE (Gray, 1824)
- Marisa cornuarietis (Linnaeus, 1756) (Cuerno de chivo)
- Pomacea chemnitzii (Philippi, 1852)
- Pomacea falconensis Pain & Arias, 1958
- Pomacea glauca (Linnaeus, 1756) (Cuiba)
- Pomacea superba Marshall, 1928

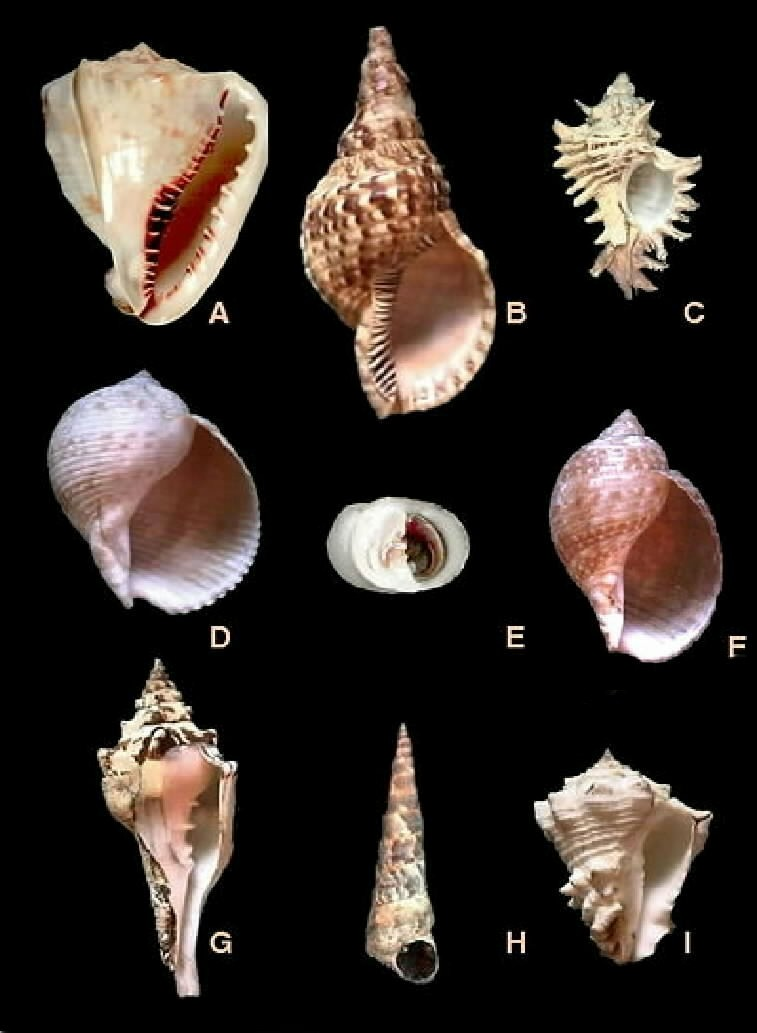
Moluscos del Estado Falcón A.Cassis madagascarensis (Cassididae), B.Charonia variegata (Cymatiidae), C.Chicoreus brevifrons (Muricidae) D.Tonna galea (Tonnidae), E.Nerita pelotonta (Neritidae), F. Tonna maculosa (Tonnidae), G.Turbinella angulata (Turbinellidae), H.Turritella variegata (Turritellidae), I.Vasun muricatum (Turbinellidae).

FAMILIA ARCHITECTONICIDAE Gray, 1850
- Architectonica nobilis Roding, 1798
- Heliaeus cylindrieus (Gmelin, 1791)

FAMILIA BUCCINIDAE Rafinesque, 1815
- Pisania pusio (Linneo, 1758)
- Pisania auritula (Link, 1807)
- Pisania lineta (Conrad, 1846)
- Engina turbinella (Kiener, 1835)
- Pallacera guadalupensis (Petit, 1852)
- Babylonia areolata (Link, 1807)

FAMILIA BULIMULIDAE Clessin, 1879
- Eudolichotis distorta (Bruguiere)
- Plekocheilus blainvillianus (Pfeiffer)

FAMILIA BULLIDAE Rafinesque, 1815 
- Bulla striata Bruguiére, 1792
- Bulla solida (Gmelin, 1791)

FAMILIA BURSIDAE Thiele, 1925
- Bursa bufo (Bruguiere, 1792)
- Bursa granularis cubaniana (Orbigny, 1842)

FAMILIA CAECIDAE Gray, 1850 
- Caeeum pulchellum Stimpson, 1851
- Caeeum ryssotitum Folin, 1867

FAMILIA CAMAEINIDAE Pilsbry, 1895
- Labyrinthus umbrus (Thompson, 1957)

FAMILIA CANCELLARIDAE Forbes y Hanley, 1853 
- Cancellaria reticulata (Linneo, 1767)

FAMILIA CASSIDAE Swainson, 1832 
- Phalium granulatum (Borm, 1778)
- Cypraecassis testiculus (Linneo, 1758)
- Sconcia striata (Lamarck, 1816)
- Cassis madagascariensis Lamarck, 1822 (Calavera[15])
- Cassis tuberosa (Linneo, 1758)

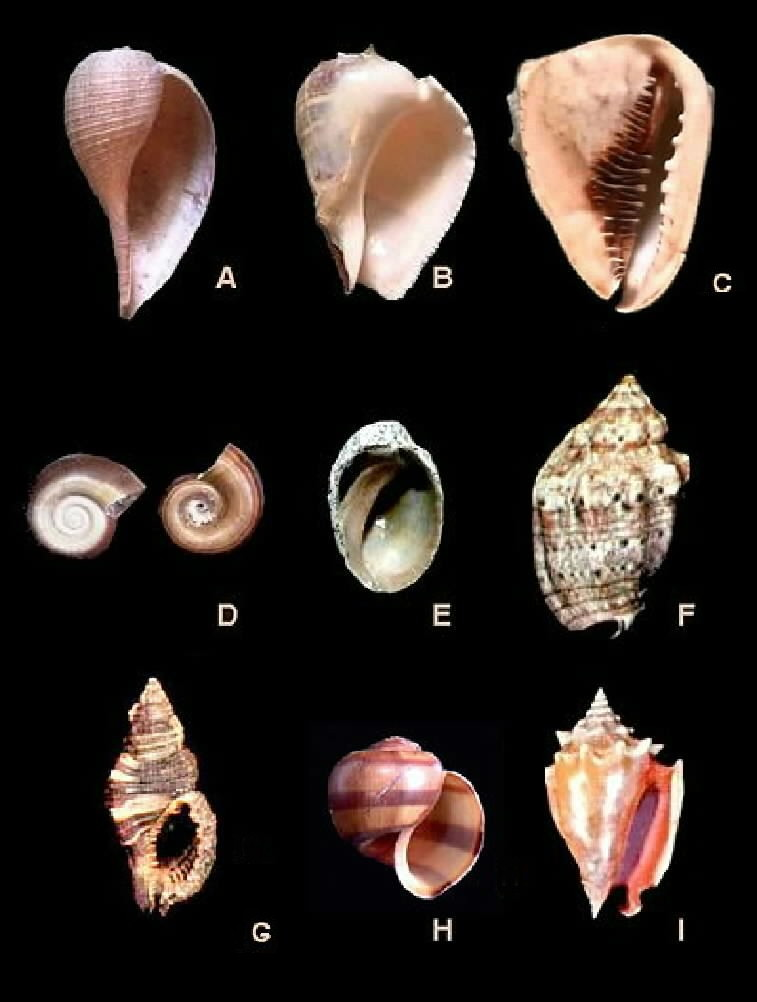
Moluscos del Estado Falcón A.Ficus communis (Ficidae), B. Melongena melongena (Melongenidae), C.Casis tuberosa (Cassididae), D. Marisa cornuarietis (Ampullariidae), E. Purpura patula (Muricidae), F. Voluta musica (Volutidae), G. Cymatium martinianum (Cymathidae), H. Pomacea glauca (Ampullariidae), I. Strombus pugilis (Strombidae).

FAMILIA CERITHIlDAE Bruguiere, 1789 
- Cerithium litterattum (Born, 1778)
- Cerithium guinaicum Philippi, 1849
- Cerithium eburneum Bruguiere, 1792
- Cerithium lutosum Menke, 1828
- Cerithium algicola C.B. Adams, 1848
- Cerithium atratum (Born, 1778)
- Bittium varium (Pfeiffer, 1840)

FAMILIA COLUMBELLIDAE Swainson, 1840 
- Columbella mercatoria Linneo, 1758
- Anachis obesa C.B. Adams, 1845
- Nitidella laevigata (Linneo, 1758)
- Mazatlania aciculata (Lamarck, 1822)
- Rhombinella laevigata (Linneo, 1758)
- Mitrella argus Orbigny, 1842

FAMILIA CONIDAE Rafinesque, 1815 
- Conus puncticulatus Hwass, 1792
- Conus mus Hwass, 1792
- Conus austini Rehder y Abbott, 1951
- Conus spurius Gmelin, 1791

FAMILIA CREPIDULIDAE Fleming, 1822 
- Caliptrea centralis (Conrad, 1841)
- Crucibulum marense Weisbord
- Crucibulum auricula (Gmelin, 1791)
- Crepidula convexa Say, 1822
- Crepidula plana Say, 1822

FAMILIA CYCLOPHORIDAE Gray, 1847
- Poteria dysoni (Pfeifer)

FAMILIA CYMATIIDAE Iredale, 19l3 
- Cymatium pileare martinianum Orbigny, 1842
- Cymatium cingulatum (Lamarck, 1822)
- Cymatium muricinum (Roding, 1798)
- Cymatium parthenopeum (Von Salis, 1793)
- Cymatium moritinctum caribbeum Clench y Turner, 1957
- Charonia variegata tritonis (Lamarck, 1816)
- Distorsio clathrata (Lamarck, 1816)

*Conus centurio Born, 1778

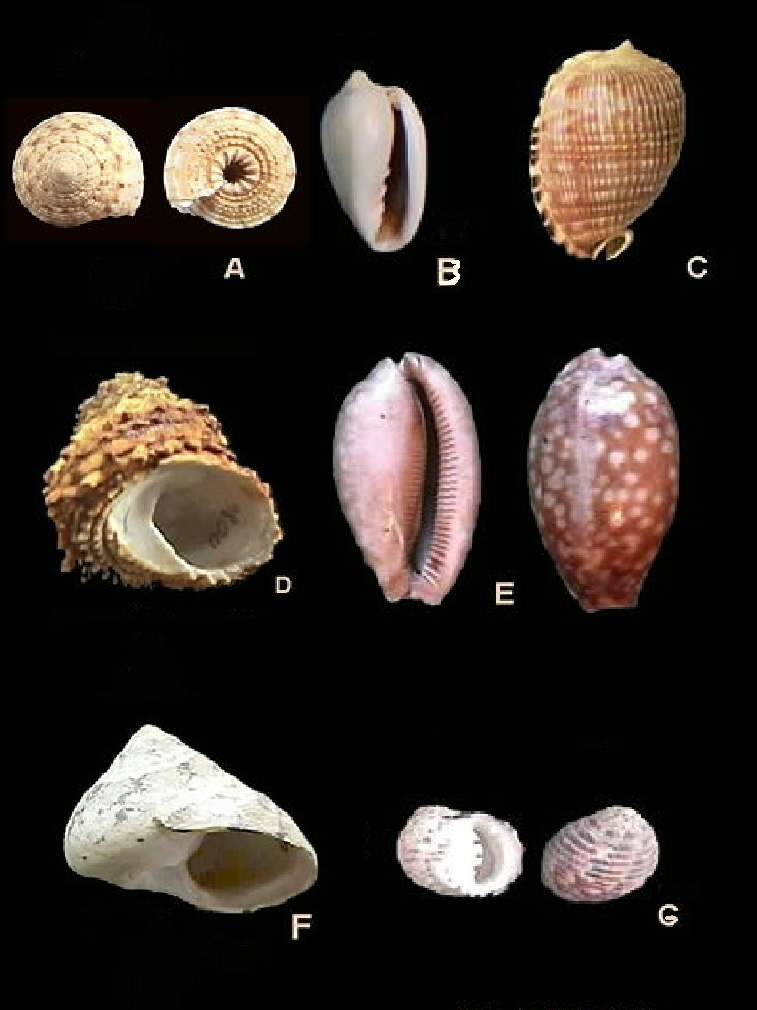
Moluscos del Estado Falcón A. Architectonica novilis (Architectonidae), B. Bulla solida (Bullidae), C. Cypraeacassis testiculus (Cassididae) D. Astraea caelata (Astreidae), E: Cypraea zebra (Cypraeidae), f. Citarium pica (Trochidae), G:Nerita versicolor (Neritidae).

FAMILIA CYPRAEIDAE Rafinesque, 1815 
- Cypraea zebra Linneo, 1758
- Cypraea spurca acicularis Gmelin, 1791
- Siphocypraea mus Linneo, 1758 (Ratón)

FAMILIA DORIDIDAE Rafinesque, 1815 
- Glossodoris bayeri Marcus y Marcus, 1967

FAMILIA ERATOIDAE Gill, 1871
- Trivia pediculus (Linneo, 1758)

FAMILIA EPITONIIDAE S.S. Berry, 1910 
- Epitonium lamellosum (Lamarck, 1822)

FAMILIA FASCIOLARIIDAE Gray, 1853 
- Fasciolaria hollisteri (Weisbord, 1962)
- Leucozonia nassa (Gmelin, 1791)
- Latirus infundibulum (Gmelin, 1791)
- Fusinus helenae Bartsch, 1939
- Fusinus closter (Philippi, 1850) (Cachimbera[15])
- Fusinus bitteri Gibson-Smith

FAMILIA FICIDAE Conrad, 1867 
- Ficus communis Roding, 1798

FAMILIA FISSURELLIDAE Fleming, 1822
- Fissurella nodosa (Born, 1778) (Lapa)
- Fissurella nimbosa Linneo, 1758 (Lapa)
- Diodora jaumei Aguayo y Rehder, 1936 (Lapa)
- Diodora cayenensis (Lamarck, 1822) (Lapa)
- Diodora tisteri (Orbigny, 1842) (Lapa)
- Hemitoma octoradiata (Gmelin, 1791) (Lapa)
- Lucapina philippiana (Finlay, 1930) (Lapa)
- Lucapina sowerby (Sowerby, 1835) (Lapa)

FAMILIA HALIOTIDAE
- Haliotis pourtalesii Dall, 1881 (Oreja de Mar, Abalon[16])

FAMILIA HAMINOEIDAE Pilsbry, 1895 

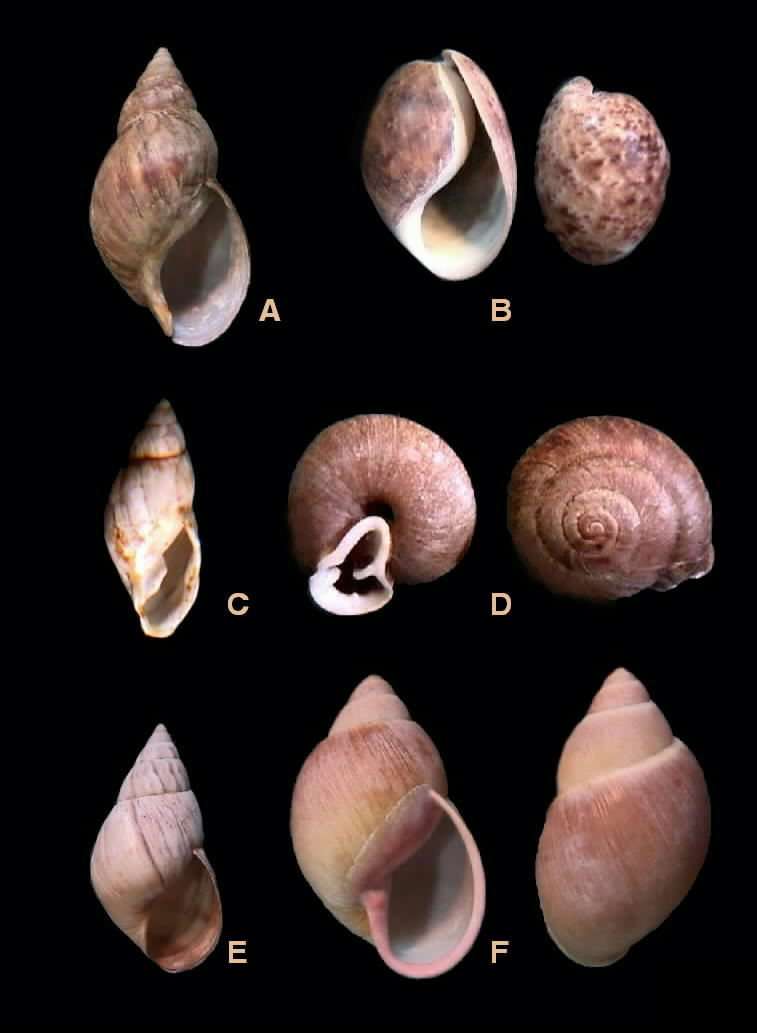
Moluscos del Estado Falcón A.Lissachatina fulica (Achatinidae), B. Polinices lacteus (Naticidae), C. Eudolichotis distorta (Bulimulidae), D.Labyrinthus umbrus(Cameinidae), E: Orthalicus maracaibensis (Orthalicidae), F: Strophocheilus oblongus (Strophochelidae).

- Haminoea antillarum Orbigny, 1841)
- Haminoea succinea (Conrad, 1846)

FAMILIA HIDROBIDAE
- Potamopyrgus ernesti (Martens, 1873)

FAMILIA HIPPONICIDAE Troschcl, 1861 
- Hipponix anticuatus (Linneo, 1767)

FAMILIA JANTINIDAE Leach, 1823
- Jantina globosa Swainson, 1822

FAMILIA LITTORINIDAE Gray, 1840
- Littorina nebulosa (Lamarck, 1822) (Litorinas)
- Littorina angulifera (Lamarck, 1822) (Litorinas)
- Littorina tineolata Orbigny, 1840 (Litorinas)
- Littorina angustior Morch, 1876 (Litorinas)
- Nodilittorina tuberculata (Menke, 1828) (Litorinas)
- Tectarius muricatus (Linneo, 1758) (Litorinas)

FAMILIA MARGINELLIDAE Fleming, 1828 
- Marginella prunum (Gmelin, 1791)
- Marginella circumvitata Weisbord, 1962
- Persicula interruptolineata (Muhlfeld, 1816)
- Hyalina albolineata (Orbigny, 1842)

FAMILIA MELAMPIDAE Stimpson, 1851 
- Melampus coffeus (Linneo, 1758)

FAMILIA MELANELLIDAE Bartsch, 1917 
- Melanella intermedia (Cantraine, 1835)

FAMILIA MELONGENIDAE Gill, 1867 
- Melongena melongena (Linneo, 1758) (Longo[17])
- Melongena corona (Gmelin, 1791)

FAMILIA MITRIDAE Swainson, 1831
- Mitra nodulosa (Gmelin, 1791)

FAMILIA MODULIDAE Fischer, 1884 
- Modulus modulus (Linneo, 1758)

FAMILIA MURICIDAE da Costa, 1776 

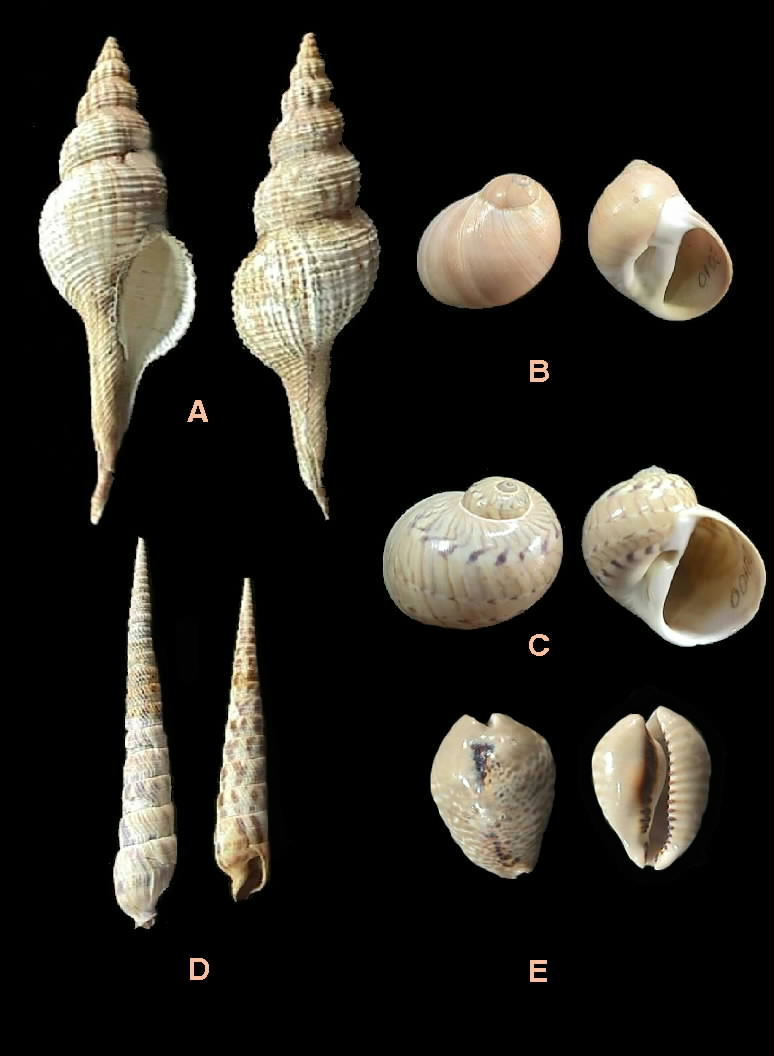
Moluscos del Estado Falcón A.Fusinus closter (Fasciolariidae), B. Polinices lacteus (Naticidae), C. Natica carena (Naticidae) D.Terebra taurina (Terebridae), E: Siphocypraea mus (Cypraeidae).

- Chicoreus brevifrons Lamarck, 1822 (Burro, Chivato[15])
- Morula nodulosa (C.B. Adams, 1845)
- Murex donmoorei Bullis, 1964
- Murex cabritii Bemardi, 1859
- Murex chrysostomus Sowerby, 1834
- Murex margaritensis Abbott, 1958
- Murex formosus Sowerby, 1841
- Purpura patula Linneo, 1758 (Chaguacuro[15])
- Thais rustica (Lamarck, 1822)
- Thais deltoidea (Lamarck, 1822) (Concha 'e piedra)
- Thais haemastoma floridana Conrad, 1837

FAMILIA NATICIDAE Gray, 1840 
- Natiea canrena (Linneo, 1758)
- Natiea marochiensis (Gmelin, 1791)
- Poliniees hepaticus (Roding, 1798)
- Poliniees laeteus (Guilding, 1834)
- Sinum maculatum (Say, 1831) (Lengua de Vaca[15])

viridis (Linneo, 1758) (Neritas, Pepitas)
FAMILIA NASSARIDAE Iredale, 1916 
- Nassarius vibex (Say, 1822)

FAMILIA NERITIDAE Rafinesque, 1815 
- Nerita peloronta Linneo, 1758 (Neritas, Pepitas)
- Nerita versicolor Gmelin, 1791 (Neritas, Pepitas)
- Nerita tesselata Gmelin, 1791 (Neritas, Pepitas)
- Nerita fulgurans Gmelin, 1791 (Neritas, Pepitas)
- Neritina meleagris Lamarck, 1822 (Neritas, Pepitas)
- Neritina piratica Russel, 1940 (Neritas, Pepitas)
- Neritina virginea (Linneo, 1758) (Neritas, Pepitas)
- Neritina reclivata (Say, 1822) (Neritas, Pepitas)
- Smaragdia viridis (Linneo, 1758)

FAMILIA OLIVIDAE Latreille, 1825 

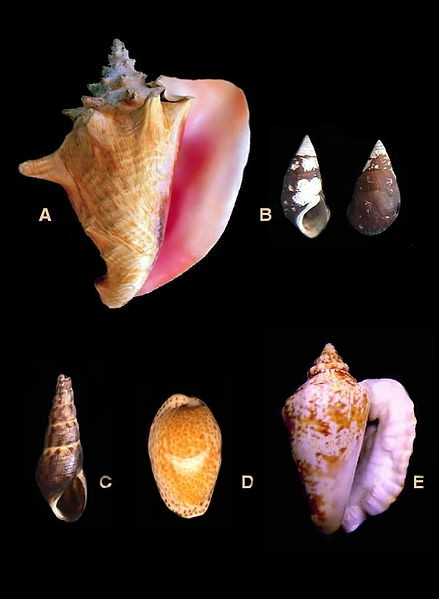
Moluscos del Estado Falcón A. Strombus gigas (Strombidae), B. Pachychilus laevisimus (Thiaridae), C. Melanoides tuberculata (Thiaridae), D.Cypraea spurca acicularis(Cypraeidae), E: Strombuss raninus (strombidae).

- Oliva schepmani Weisbord, 1962 (Macolla[15])
- Oliva scripta Lamarck, 1810 (Macolla[15])
- Olivella minuta (Link, 1807)
- Ancilla glabrata (Linneo, 1758)

FAMILY: ORTHALICIDAE Albers-Martens, 1860
- Drymaeus knorri (Pfeffer, 1846)
- Orthalicus maracaibensis (Pfeiffer)

FAMILIA OVULIDAE Fleming, 1822 
- Cyphoma intermedium Cate, 1973
- Cyphoma gibbosum (Linneo, 1758)

FAMILIA PLANAXIDAE Gray, 1850 
- Planaxis nucleus (Bruguiere, 1789)

FAMILIA PLANORBIDAE
- Drepanotrema aheum Baker, 1930
- Drepanotrema cimex pistiae Baker, 1930

FAMILIA PHASIANELLIDAE Swainson, 1840 
- Tricolia affinis (C.B. Adams, 1850)
- Tricolia thalassicola Robertson, 1958
- Tricolia tessellata (Potiez y Hichaud, 1838)

FAMILIA POTAMIDIDAE H. y A. Adams, 1854 
- Cerithidea costata (Da Costa, 1778)
- Batillaria minima (Gmelin, 1791)

FAMILIA RISSOINIDAE Stimpson, 1865 
- Rissoina fischeri Desjardin, 1949
- Rissoina bryerea (Montagu, 1803)
- Rissoina decussata (Montagu, 1803)
- Zebina browniana (Orbigny, 1842)
- Alvania auberiana (Orbigny, 1842)

FAMILIA SIPHONARIIDAE Gray, 1840 
- Siphonaria pectinata (Linneo, 1758).

FAMILIA STROMBIDAE Rafinesque, 1815 
- Strombus pugilis Linneo, 1758 (Vaquita[15])
- Strombus raninus Gmelin, 1791
- Strombus gigas Linneo, 1758 (Botuto, Vaca[15])

FAMILIA STROPHOCHEILIDAE
- Strophocheilus oblongus Müller 1774

FAMILIA SUBULINIDAE

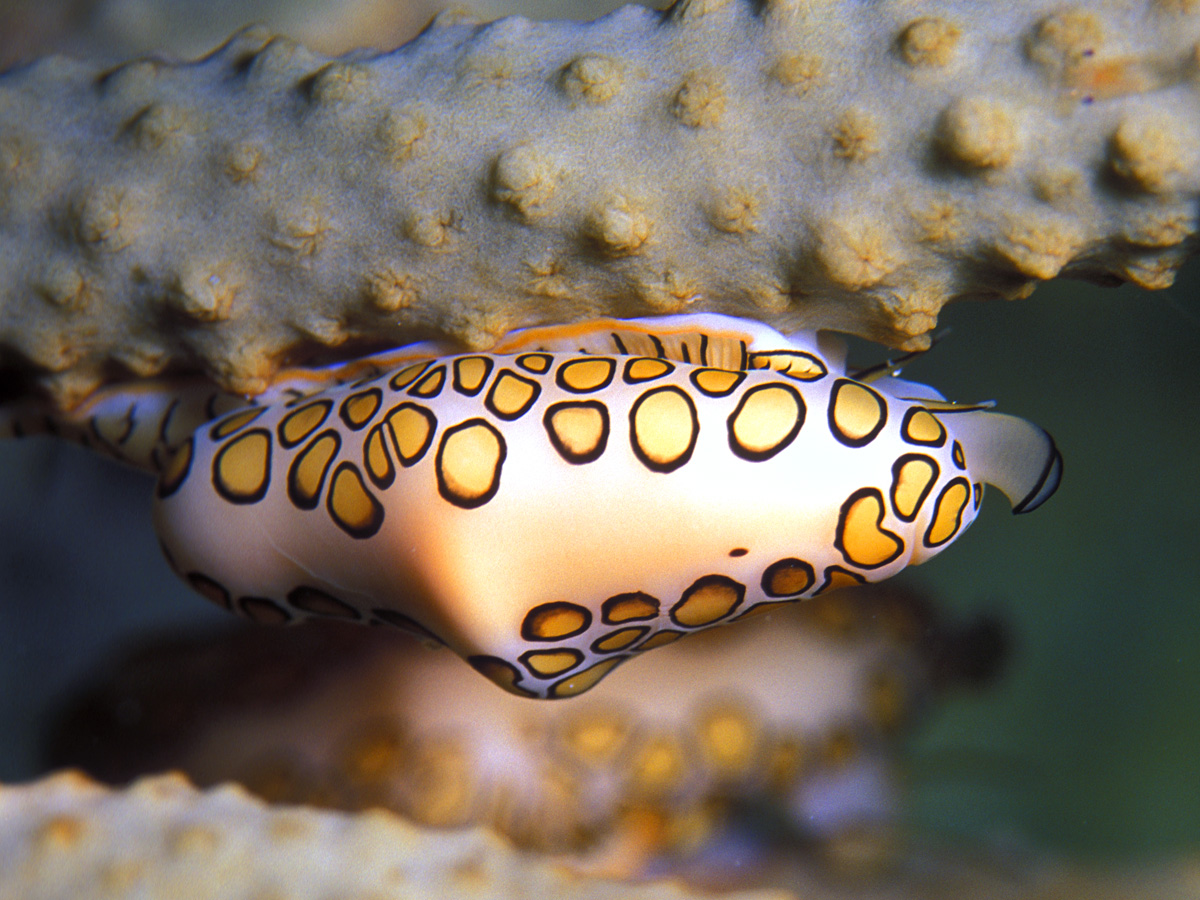
Moluscos del Estado FalcónA. Cyphoma gibbosum (Ovulidae).

- Leptinaria lamellata (Potiez & Michaud, 1838)
- Opeas beckianum (Pfeifer)
- Opeas pumilium (Pfeifer)
- Subulina octona (Bruguièri, 1792)

FAMILIA TEREBRIDAE H. Y A. Adams, 1854 
- Terebra protexta Conrad 1845
- Terebra cinerea (Born, 1778)
- Terebra taurina Lighfoot, 1786

FAMILIA THIARIDAE Troschel, 1857
- Pachychilus laevisimus (Sowerby, 1824)
- Thira granifera (Lamarck, 1816)
- Melanoides tuberculata (Múller, 1774)

FAMILIA TONNIDAE Peile, 1926 
- Tonna maculosa (Dillwyn, 1817)
- Tonna galea (Linneo, 1758)

FAMILIA TROCHIDAE Rafinesque, 1815 
- Cittarium pica (Linneo, 1758) (Quigua[15])
- Calliostoma pulchrum (C.B. Adams, 1850)
- Calliostoma sarcodulum Dall,
- Tegula jasciata (Born, 1778)
- Tegula viridula (Gmelin, 1791)

FAMILIA TURBINELLIDAE Swainson, 1840 
- Turbinella angulata (Lighfoot, 1786)
- Vasum muricatum (Born, 1778) (Vaso)

FAMILIA TURBINIDAE Rafinesque, 1815 
- Turbo castanea Gmelin, 1791
- Astraea brevispina (Lamarck, 1822)
- Astraea tuber (Linneo, 1767) (Piedra de ojo[15])
- Astraea caelata (Gmelin, 1791)

FAMILIA TURRIDAE Swainson, 1840 
- Fusiturrieula pauletae Princz, 1978
- Polystira albida (Perry, 1811)
- Drillia gibbosa (Born, 1778)
- Hindsiclava consors (Sowerby)
- Pyrgocythara candidissima (C.B. Adams, 1845)

FAMILIA TURRITELLIDAE Clarke, 1851 
- Turritella variegata (Linneo, 1758) (Cachimbo[15]), (Torrecilla)
- Turritella paraguanensis F. Hudson (Torrecilla)

FAMILIA UROCOPTIDAE
- Brachypodella hanleyana (Pfeiffer)
- Brachypodella leucopleura (Menke, 1847)

FAMILIA VERMETIDAE Rafinesque, 1815 
- Serpulorbis decussatus (Gmelin, 1791)

- FAMILIA VITRINELLIDAE Bush, 1897
- Teinostoma megastoma (C.B. Adams, 1850)

- FAMILIA VOLUTIDAE Rafinesque, 1815
- Voluta musica Linneo, 1758 (Música)

## CLASEBIVALVIA
FAMILIA ARCIDAE Lamarck, 1809 

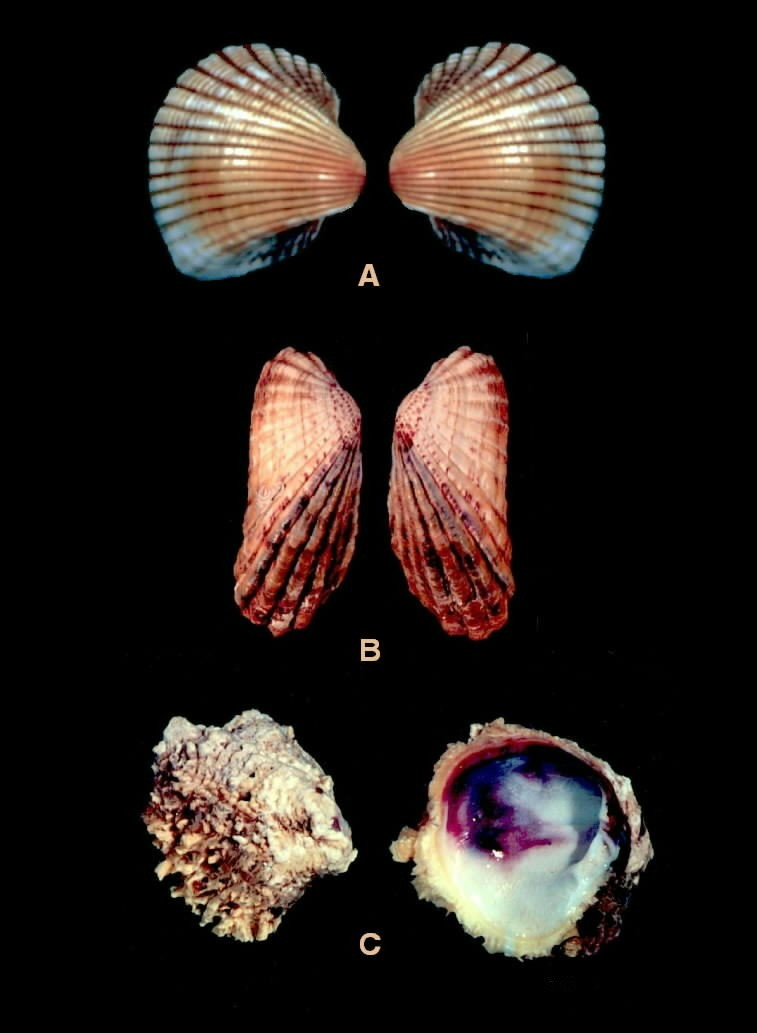
Moluscos del Estado Falcón A. Anadara ovalis (Arcidae), B. Carditamera gracilis (Carditidae), C. Chama macerophylla (Chamidae).

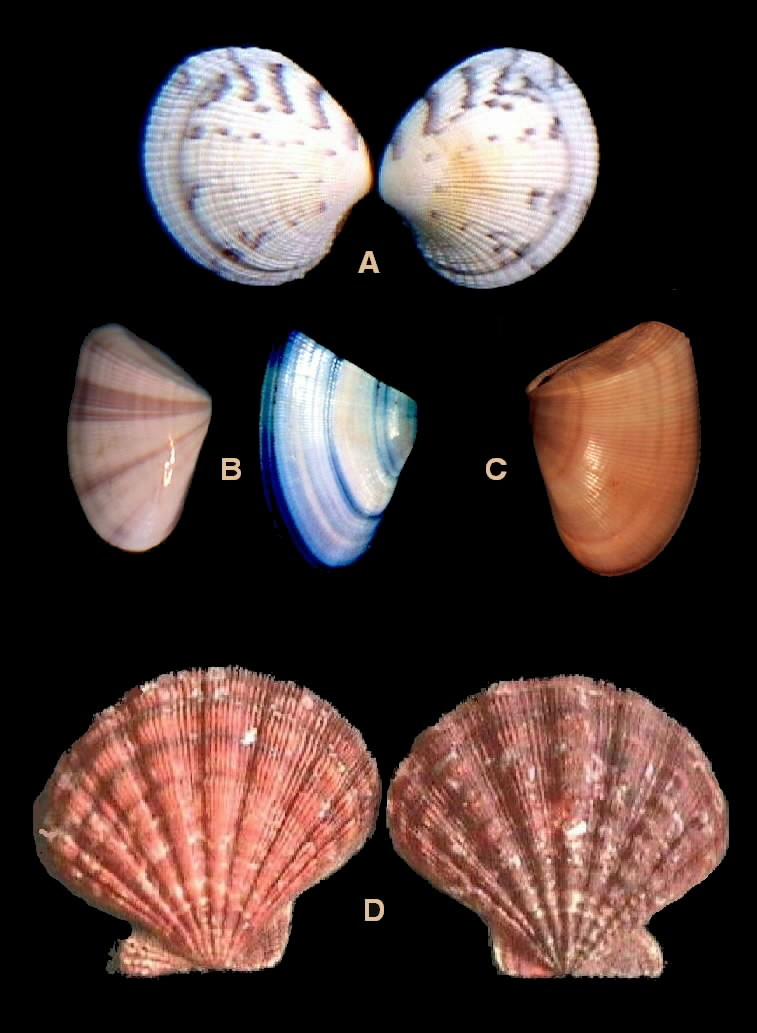
Moluscos del Estado Falcón A. Codakia orbicularis (Lucinidae), B. Donax denticulatus (Donacidae), C. Donax striatus (Donacidae). D. Lyropecten nodosus (Pectinidae).

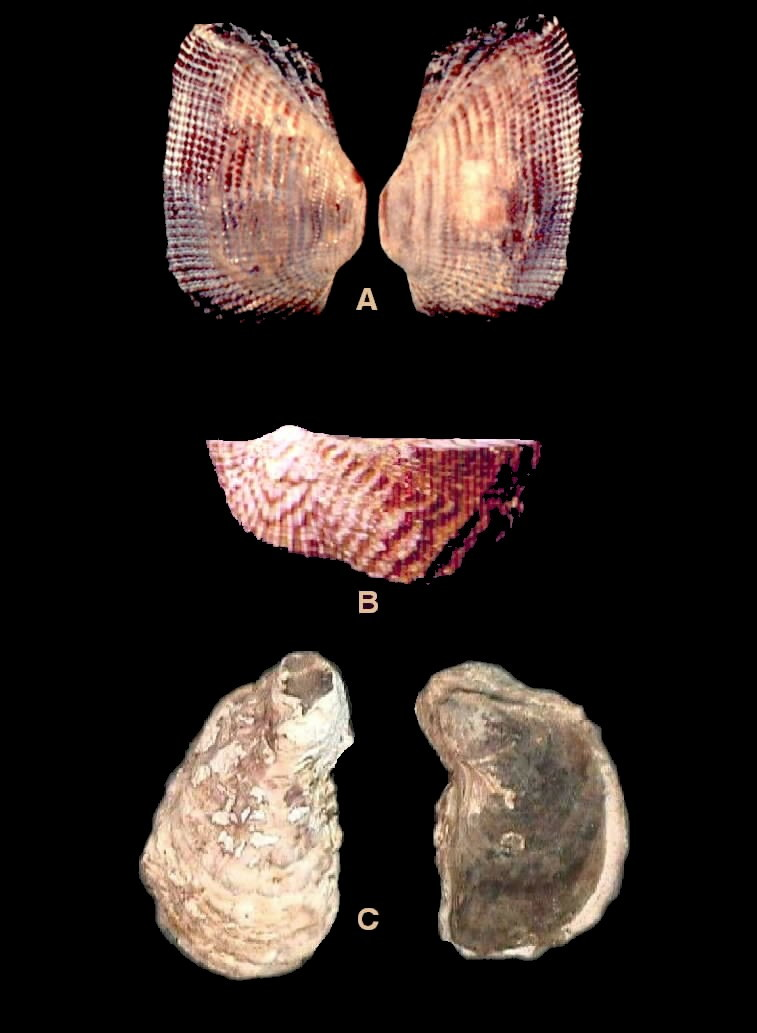
Moluscos del Estado Falcón A. Arca imbricata (Arcidae), B. Arca zebra (Arcidae), C. Crassostrea rhizophorae (Ostreidae).

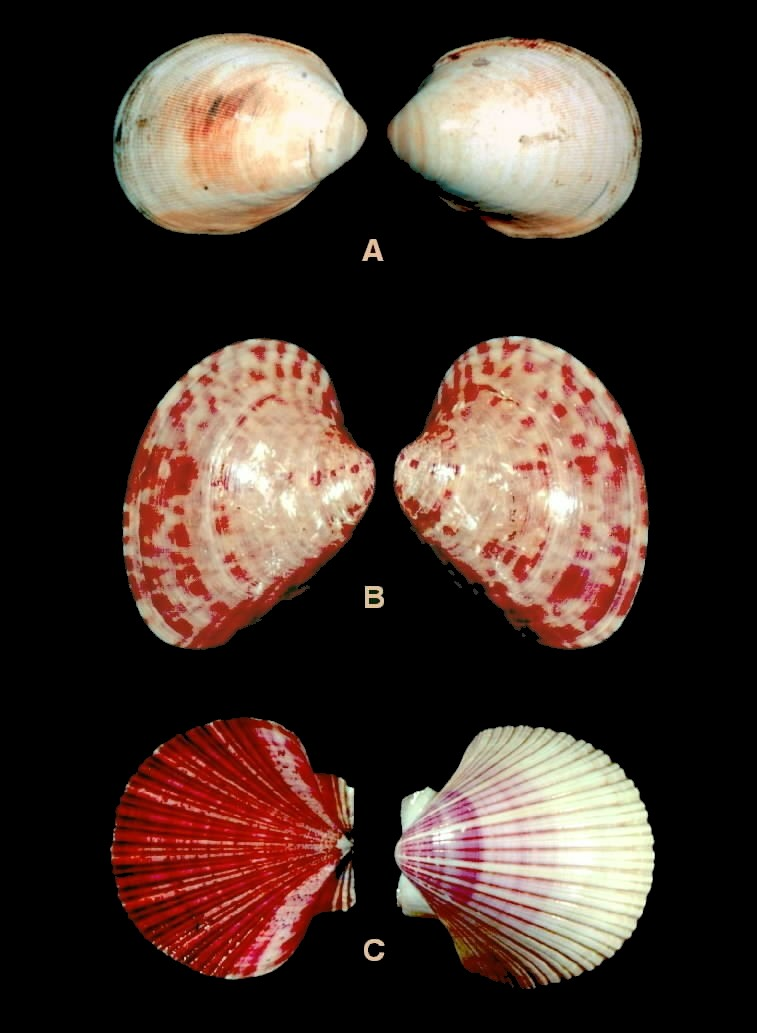
Moluscos del Estado Falcón A. Laevicardium laevigatum (Cardiidae), B. Macrocallista maculata (Veneridae), C. Pecten ziczac (Pectinidae).

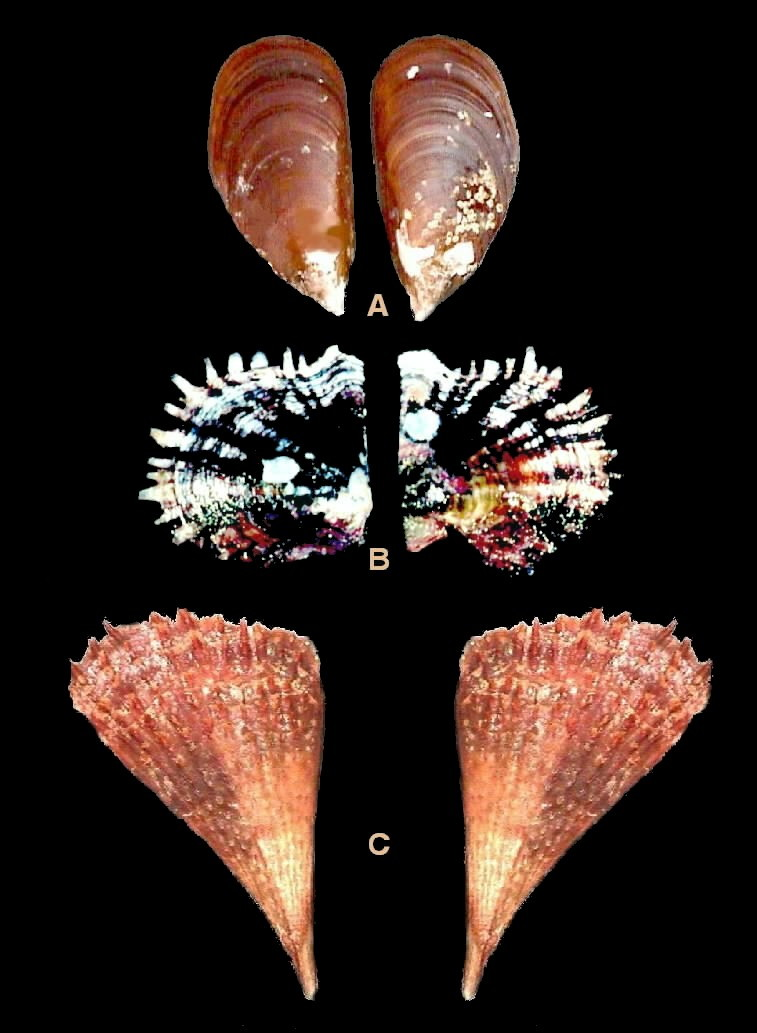
Moluscos del Estado Falcón A. Perna perna (Mytilidae), B. Pinctada imbricata (Pteriidae), C. Pinna carnea (Pinnidae).

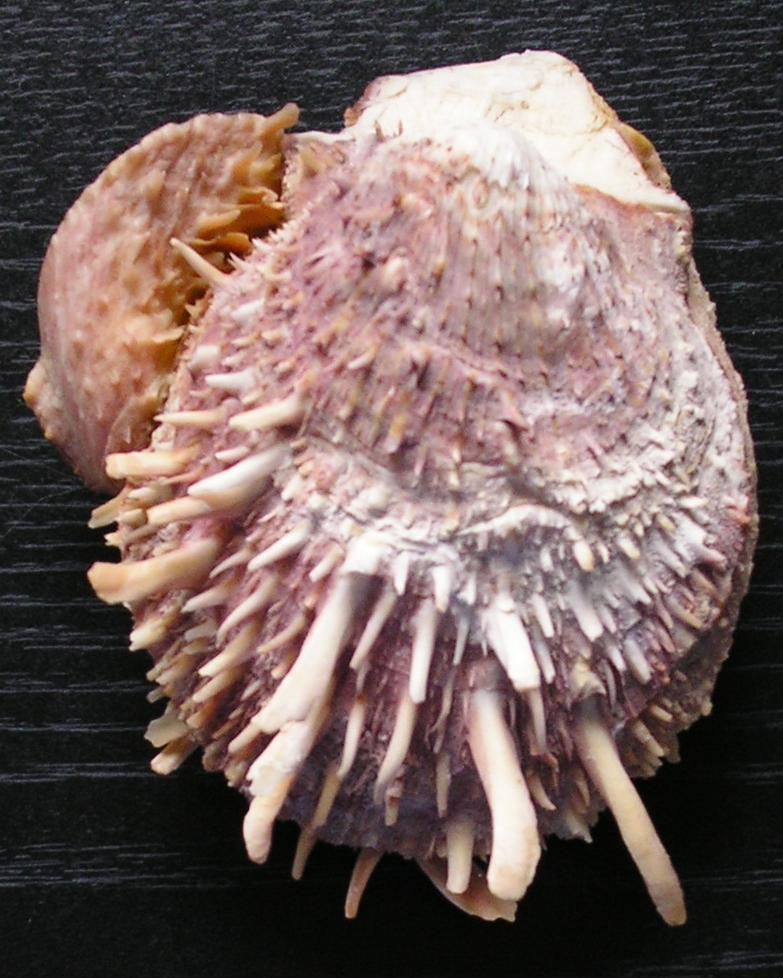
Moluscos del Estado Falcón A. Spondylus americanus (Spondylidae).

- Arca zebra (Swainson, 1833) (Pata de cabra, Pepitona[15][18])
- Arca imbricata Bruguiere, 1789 (Pepitona de piedra[19])
- Barbatia candida (Helbling, 1779)
- Barbatia tenera (C.B. Adams, 1845)
- Barbatia cancellaria (Lamarck, 1819)
- Barbatia dominguensis (Lamarck, 1819)
- Anadara floridana (Comad, 1869) (Pepitona roja, Gallito[20])
- Anadara brasiliana (Lamarck, 1819)
- Anadara notabilis (Roding, 1798) (Pepitona roja, Gallito[21])
- Anadara chemnitzii (Philippi, 1851)
- Anadara ovalis (Bruguiere, 1789)
- Anadara baughmani Hertlein, 1951
- Noetia bisulcata (Lamarck, 1819)
- Arcopsis adamsi (Dall, 1886)

FAMILIA CARDIIDAE Oken, 1818 
- Trachycardium isocardia (Linneo, 1758) (Pollo[22][23])
- Trachycardium muricatum (Linneo, 1758) (Pollo[24])
- Papyridea soleniformis (Bruguiere, 1789
- Trigonocardia antillarum (Orbigny, 1842)
- Laevicardium laevigatum (Linneo, 1758) (Caribe[22])
- Crassinella martinicensis (Orbigny, 1842)

FAMILIA CARDITIDAE Fleming, 1820 
- Carditamera gracilis (Shuttleworth, 1856)

FAMILIA CHAMIDAE Lamarck, 1809 
- Chama lactuca Dall, 1886
- Chama macerophylla (Gmelin, 1791) (Almeja,[15] Chama[25])
- Chama florida Lamarck, 1819
- Pseudochama radians (Lamarck, 1819)
- Arcinella arcinella (Unneo, 1767)
- Arcinella cornuta Comad, 1866

FAMILIA CORBULIDAE Lamarck, 1818 
- Corbula aequivalvis Philippi, 1836
- Corbula contracta Say, 1822
- Corbula caribaea Orbigny, 1842

FAMILIA CRASSATELLIDAE Férussac, 1822 
- Eucrassatella antillarum (Reeve, 1842)

FAMILIA DONACIDAE 
- Donax denticulatus Linneo, 1758 (Chipichipe[22][26])
- Donax striatus Linneo, 1767 (Galera,[17] Chipichipe[27])
- Donax higuerotensis (Chipichipe[22])

FAMILIA DREISSENIDAE Gray, 1840 
- Mytilopsis sallei Récluz, 1849

FAMILIA GLYCYMERIDAE Newton, 1922 
- Glycymeris castaneus Lamarck
- Glycymeris pectinata (Gmelin, 1791)

FAMILIA ISOGNOMONIDAE Woodring, 1925
- Isognomon alatus (Gmelin, 1791) (Ostra boba, Ostra macho, Ostra mina[28])

FAMILIA LIMIDAE Rafinesque, 1815 
- Lima scabra (Born, 1778) (Concha Roja[28])
- Lima pellucida C.B. Adams, 1846

FAMILIA LUCINIDAE Fleming, 1828 
- Lucina pectinata (Gmelin, 1791)
- Lucina muricata (Spengler, 1798)
- Lucina radians (Conrad, 1841)
- Codakia orbicularis (Linneo, 1758) (Almeja blanca[29])
- Codakia orbiculata (Montagu, 1808) (Almejita[29])
- Codakia costata (Orbigny, 1842)
- Divaricella quadrisulcata (Orbigny, 1842)
- Anodontia alba Link, 1807

FAMILIA MACTRIDAE Lamarck, 1809 
- Mactra fragilis Gmelin, 1791.
- Mactrellona alata (Spengler, 1802)
- Mactrellona iheringi (Dall, 1897)
- Mulinia cleryana (Orbigny, 1846)
- Raeta plicatella (Lamarck, 1818)
- Anatina anatina (Spengler, 1802)

FAMILIA MYTILIDAE Rafinesque, 1815 
- Brachidontes modiolus (Linneo, 1767)
- Brachidontes exustus (Linneo, 1758) (Mejilloncito[30])
- Brachidontes dominguensis (Lamarck, 1819)
- Modiolus americanus (Leach, 1815) (Mejillón pelúo[31])
- Musculus lateralis (Say, 1822)
- Perna perna (Linneo, 1758) (Mejillón,[32][20] Mejillón marrón[33])
- Amydalum papyrium (Conrad, 1846)

FAMILIA NUCULANIDAE Meek, 1864 
- Nuculana acuta (Conrad, 1831)
- Adrana tellinoides (Sowerby, 1823)
- Adrana gloriosa A. Adams

FAMILIA NUCULIDAE Gray, 1824 
- Nucula mareana Weisbord, 1964.

FAMILIA OSTREIDAE Rafinesque, 1815 
- Crassostrea rhizophorae (Guilding, 1828) (Ostion, Ostra de mangle[34][32][35])
- Lopho frons (Linneo, 1758)

FAMILIA PECTINIDAE Gray, 1847 
- Pecten ziczac (Linneo, 1758) (Baul, Margarita,[22] Concha de margarita y Viera[36])
- Amusium papyraceum (Gabb, 1873)
- Amusium laurenti (Gmelin, 1791)
- Aequipecten lineolaris (Lamarck, 1819
- Ch1amys muscosa (Wood, 1828)
- Aequipecten acanthodes (Dall, 1925)
- Argopecten gibbus (Linneo , 1758)
- Argopecten nucleus (Born, 1778)
- Argopecten irradian amplicostatus Dall, 1898
- Lyropecten nodosus (Linneo, 1758) (Lonjua,[22] Papo e' la reina[37])

FAMILIA PERIPLOMATIDAE Dall, 1895 
- Periploma margaritacea (Lamarck, 1801)

FAMILIA PINNIDAE Leach, 1819 
- Atrina rigida (Lighfoot, 1786) (Papa Reina[22])
- Atrina venezuelana
- Atrina bitteri Gibson-Smith
- Atrina seminuda (Lamark, 1819) (Papa Reina[22]), (Rompechinchoro, Hacha, Conca abanico[38])
- Pinna carnea Gmelin, 1791 (Rompechinchoro, Hacha, Conca abanico[39])

FAMILIA PHOLADIDAE Lamarck, 1809 
- Pholas campechiensis Gmelin, 1791
- Martesia fragilis Verril y Bush, 1890
- Martesia cuneiformis (Say, 1822)

FAMILIA PLICATULIDAE Watson, 1930 
- Plicatula gibbosa Lamarck, 180l (Huella de gato[40])

FAMILIA PSAMMOBIIDAE Fleming, 1828 
- Sanguinolaria cruenta (Lighfoot, 1786)
- Heterodonax bimaculatus (Linneo, 1758)

FAMILIA PTERIIDAE Rafinesque, 1815 
- Pinctada imbricata Réiding, 1798 (Concha e' perla,[22] Madre perla, ostraperla[41])
- Pteria colymbus (Réiding, 1798)

FAMILIA SEMELIDAE Stoliczka, 1870 
- Semele projicua (Pulteney, 1799)

FAMILIA SOLECURTIDAE Orbigny, 1846 
- Tagelus divisus (Spengler, 1794) (Navaja[42])Moluscos de Estado Falcón. Tagelus plebeius (Lightfoot, 1786)

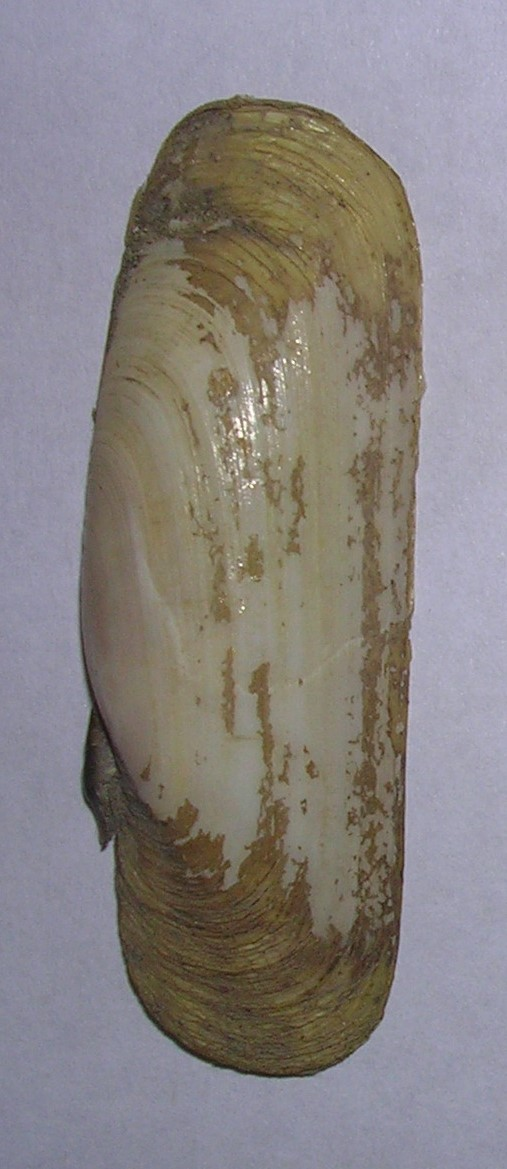
Moluscos de Estado Falcón. Tagelus plebeius (Lightfoot, 1786)

- Tagelus plebeius (Lighfoot, 1786)

FAMILIA SOLENIDAE Lamarck, 1809 
- Solen obliquus Spengler, 1794

FAMILIA SPONDYLIDAE Gray, 1826 
- Spondylus ictericus Reeve, 1856
- Spondylus americanus Hermann, 1781

FAMILIA TELLINIDAE Blainville, 1814 
- Tellina fausta Pultency, 1799
- Tellina lineata Turton, 1819
- Tellina listeri Roding, 1798
- Tellina punicea Born, 1778
- Tellina tirata Turton, 1819
- Tellina sandix Boss, 1968
- Tellina exerythra Boss, 1964
- Macoma constricta (Bruguiere, 1792)
- Macoma tageliformis Dall, 1900
- Macoma brasiliana Dall
- Macoma brevifrons (Say, 1834)
- Cymatoica sp.
- Strigilla pseudocarnaria Boss, 1969
- Strigilla producta Tryon, 1870
- Psammotreta brevifrons (Say, 1834)

FAMILIA THRACIIDAE EA Smith, 1885 
- Cyathodonta magnifica Jonas, 1850

FAMILIA UNGULINIDAE H. y A. Adams, 1857 
- Diplodonta candeana(Orbigny, 1842)
- Diplodonta semiaspera (Philippi, 1836)

FAMILIA VENERIDAE Rafinesque, 1815 
- Circomphalus strigillinus (Dall, 1902)
- Periglypta tisteri (Gray, 1838)
- Ventricolaria rigida (Dillwyn, 1817)
- Chione cancellata (Linneo, 1767) (Guacuco, Guacuco rayado[43])
- Chione paphia (Linneo, 1767)
- Chione pubera (Bory-Saint-Vicent, 1827)
- Anomalocardia brasitiana (Gmelin, 1791)
- Protothaca granulata (Gmelin, 1791)
- Tivela mactroides (Born, 1778) (Guacuco[22][44][45])
- Pitar arestus (Dall y Simpson, 1901)
- Pitar dione (Linneo, 1758)
- Pitar circinatus (Born, 1778)
- Pitar fulminatus (Menke, 1828)
- Pitar albidus (Gmelin, 1791)
- Macrocallista maculata (Linneo, 1758) (Almeja brillante[20])
- Cyclinella tenuis (Récluz, 1852)
- Dosinia concentrica (Born, 1778)
- Petricola lapicida ((Gmelin, 1791)

## CLASECEPHALOPODA
FAMILIA LOLlGlNIDAE Lesueur, 1821 

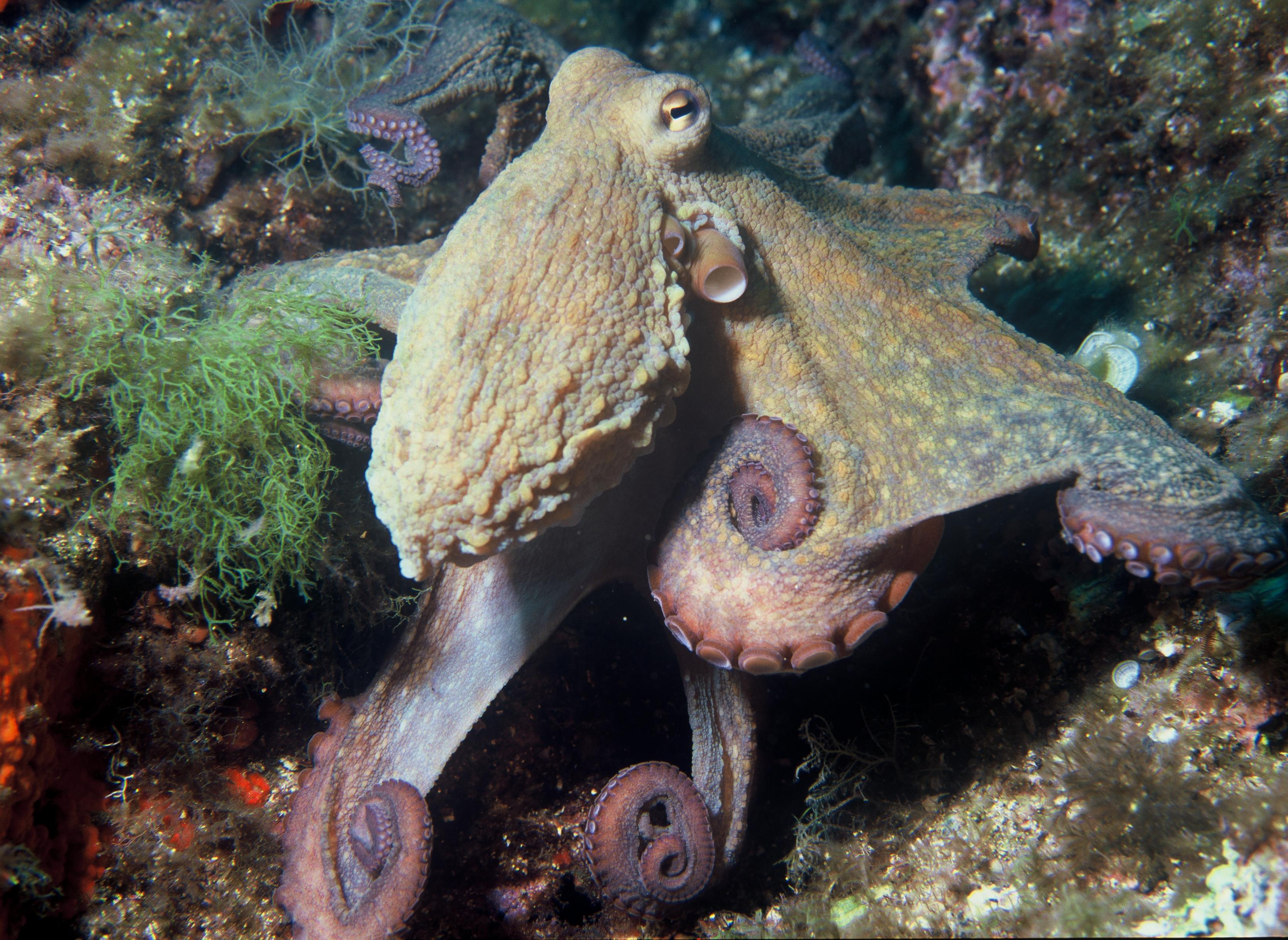
Octopus vulgaris

- Loligo pealei Lesueur, 1821 (Calamar[22])
- Lolliguncula brevis (Blainville, 1823)
- Sepioteuthis sepioidea (Blainville, 1823) (Luria[15])

FAMILIA OCTOPODlDAE Rafinesque, 1815 
- Octopus vulgaris Cuvier, 1797 (Pulpo), (Purpio[15])
- Octopus joubini Robson, 1929 (Pulpo), (Purpio[15])

FAMILIA SPIRULlDAE Rafinesque, 1815 
- Spirula spirula (Linneo, 1758)

FAMILIA THYSANOTEUTHIDAE
- Thysanoteuthys rhombus Troschel, 1857

## CLASESCAPHOPODA
FAMILIA DENTALIDAE Gray, 1834 
- Dentalium laqueatum Verri1, 1885 (Colmillo)

FAMILIA SIPHODENTALIIDAE Simroth, 1894 
- Cadulus quadridentatus (Dall, 1881) (Colmillo)

## CLASEPOLYPLACOPHORA

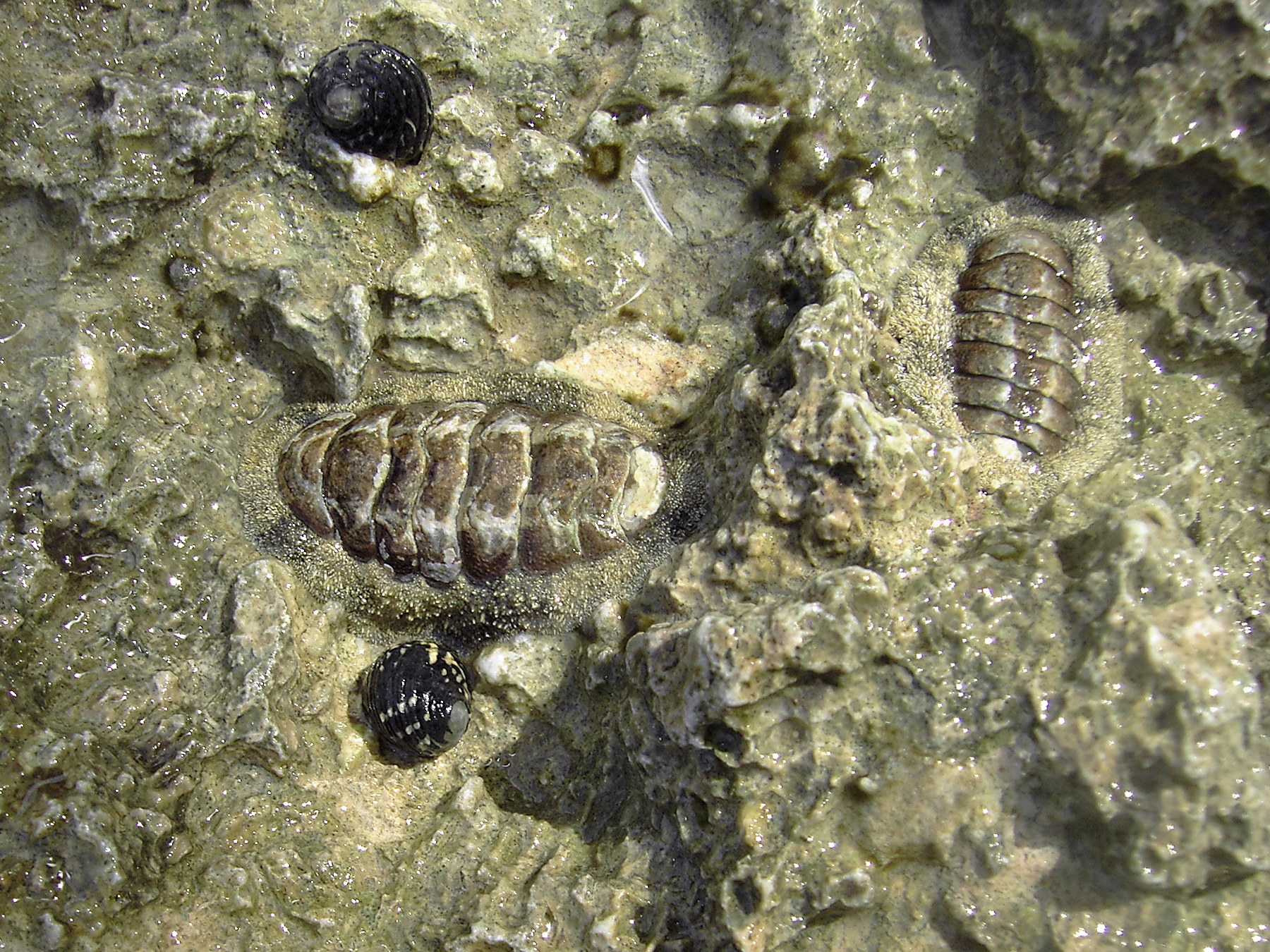
Acanthopleura granulata

FAMILlA CHITONIDAE Rafinesque, 1815 
- Acanthopleura granulata (Gmelin, 1791) (Lapa[15])
- Chiton marmorafus Gmelin, 1791 (Chiton)
- Chiton tuberculatus Linneo, 1758 (Chiton)

## Datos de interés sobre la malacofauna del Estado Falcón

### Especies exóticas
Gastropodos
- Lissachatina fulica (Bowdick, 1822)[46][47]
- Babylonia areolata (Link, 1807)[48]
- Melongena corona (Gmelin, 1791)[49]
- Thira granifera (Lamarck, 1816)[50][51]
- Melanoides tuberculata (Múller, 1774)[52][51]
- Subulina octona (Bruguièri, 1792)[53][51]

Bivalvos
- Strigilla pseudocarnaria Boss, 1969[48]

### Especies de interés comercial
Gastropodos
- Fasciolaria hollisteri (Weisbord, 1962)
- Melongena melongena (Linneo, 1758)
- Strombus pugilis Linneo, 1758
- Strombus raninus Gmelin, 1791
- Strombus gigas Linneo, 1758
- Cittarium pica (Linneo, 1758)

Bivalvos
- Arca zebra (Swainson, 1833)
- Arca imbricata Bruguiere, 1789
- Anadara notabilis (Roding, 1798)
- Trachycardium isocardia (Linneo, 1758)
- Trachycardium muricatum (Linneo, 1758)
- Laevicardium laevigatum (Linneo, 1758)
- Donax denticulatus Linneo, 1758
- Donax striatus Linneo, 1767
- Donax higuerotensis
- Lima scabra (Born, 1778)
- Codakia orbicularis (Linneo, 1758)
- Perna perna (Linneo, 1758)
- Crassostrea rhizophorae (Guilding, 1828)
- Pecten ziczac (Linneo, 1758
- Amusium papyraceum (Gabb, 1873)
- Lyropecten nodosus (Linneo, 1758)
- Pinna carnea Gmelin, 1791
- Pinctada imbricata Réiding, 1798
- Tivela mactroides (Born, 1778)
- Macrocallista maculata (Linneo, 1758)

Cephalopodos
- Loligo pealei Lesueur, 1821
- Sepioteuthis sepioidea (Blainville, 1823)
- Octopus vulgaris Cuvier, 1797
- Octopus joubini Robson, 1929

### Especies en peligro de extinción
Gastropodos
- Cittarium pica (Linneo, 1758) (Insuficientemente conocido)
- Strombus gigas Linneo, 1758 (Vulnerable)
- Strombus pugilis Linneo, 1758 (Insuficientemente conocido)
- Siphocypraea mus Linneo, 1758 (Riesgo menor)
- Voluta musica Linneo, 1758 (Riesgo menor)

Bivalvos
- Arca zebra (Swainson, 1833) (Riesgo menor)
- Crassostrea rhizophorae (Guilding, 1828) (Riesgo menor)
- Pinctada imbricata Réiding, 1798 (Riesgo menor)

### Especies con interés médico sanitario
- Lissachatina fulica (Bowdick, 1822)[46]
- Thira granifera (Lamarck, 1816)[59]
- Melanoides tuberculata (Múller, 1774)[60][61]